# Lista nagród i nominacji Dody
Doda należy do jednej z najczęściej nagradzanych polskich artystek muzycznych. Otrzymała ponad sto nominacji i została wyróżniona w licznych konkursach i plebiscytach.
Była pięciokrotnie nominowana do Europejskiej Nagrody Muzycznej MTV i trzykrotnie została laureatką tejże nagrody. Jedenastokrotnie otrzymała nagrodę Viva Comet, przyznawaną przez stację telewizyjną Viva Polska, w tym dla artysty 10-lecia. W 2006 i 2010 zdobyła statuetki Eska Music Awards, a w 2006 została nagrodzona Telekamerą, przyznawaną przez czytelników tygodnika „Tele Tydzień”. Podczas Krajowego Festiwalu Piosenki Polskiej w Opolu dwukrotnie została wyróżniona nagrodą dziennikarzy i fotoreporterów, zaś podczas Sopot Hit Festiwalu wygrała konkurs na „polski hit lata 2008” z utworem „Nie daj się”. Jest również laureatką trzech Mikrofonów Popcornu, specjalnej Platynowej Telekamery, dwóch Superjedynek i czterech Złotych Dziobów, a także była nominowana do Fryderyka. Za swoje dokonania artystyczne została odznaczona medalem „Za zasługi dla Ciechanowa” i Medalem Sukcesu Collegium Humanum, a w 2025 dołączyła do opolskiej Alei Gwiazd Polskiej Piosenki.
Wielokrotnie wyróżniana w konkursach nagradzających osobistości polskiego show-biznesu. Zdobyła dwie nagrody czytelników dwutygodnika „Bravo” Bravoory, tytuł Kobiety Roku Glamour, siedem nagród w plebiscycie Gwiazdy Party, cztery Gwiazdy Plejady i siedem Świrów. Nagradzana również za działalność charytatywną. Otrzymała m.in. tytuł Gwiazdy Dobroczynności i tytuł Lidera Roku w Ochronie Zdrowia, a także Różę Gali, Orła Wprost i statuetkę „Aladyna”.

## Lista nagród i nominacji

### Nagrody muzyczne
| Konkurs                                    | Rok  | Kategoria                                                                   | Nominacja za                                                       | Rezultat   | Źr.           |
| ------------------------------------------ | ---- | --------------------------------------------------------------------------- | ------------------------------------------------------------------ | ---------- | ------------- |
| Daf Bama Music Awards                      | 2016 | Najlepszy teledysk                                                          | „Nie pytaj mnie”                                                   | Wygrana    | [ 1 ]         |
| Daf Bama Music Awards                      | 2016 | Najlepsza polska artystka                                                   | –                                                                  | Wygrana    | [ 1 ]         |
| Eska Music Awards                          | 2006 | Artystka roku – Polska                                                      | –                                                                  | Wygrana    | [ 2 ]         |
| Eska Music Awards                          | 2008 | Artystka roku – Polska                                                      | –                                                                  | Nominacja  | [ 3 ]         |
| Eska Music Awards                          | 2008 | Video roku Eska.pl                                                          | „Katharsis”                                                        | Nominacja  | [ 3 ]         |
| Eska Music Awards                          | 2009 | Video roku Eska.pl                                                          | „Nie daj się”                                                      | Nominacja  | [ 4 ]         |
| Eska Music Awards                          | 2010 | Video roku Eska.pl                                                          | „Rany”                                                             | Wygrana    | [ 5 ]         |
| Europejskie Nagrody Muzyczne MTV           | 2007 | Najlepszy polski wykonawca                                                  | –                                                                  | Wygrana    | [ 6 ]         |
| Europejskie Nagrody Muzyczne MTV           | 2009 | Najlepszy polski wykonawca                                                  | –                                                                  | Wygrana    | [ 7 ]         |
| Europejskie Nagrody Muzyczne MTV           | 2009 | Najlepszy europejski wykonawca                                              | –                                                                  | 2. miejsce | [ 8 ]         |
| Europejskie Nagrody Muzyczne MTV           | 2011 | Najlepszy polski wykonawca                                                  | –                                                                  | Nominacja  | [ 9 ]         |
| Europejskie Nagrody Muzyczne MTV           | 2023 | Najlepszy polski wykonawca                                                  | –                                                                  | Wygrana    | [ 10 ]        |
| Krajowy Festiwal Piosenki Polskiej w Opolu | 2008 | Nagroda dziennikarzy                                                        | –                                                                  | Wygrana    | [ 11 ]        |
| Krajowy Festiwal Piosenki Polskiej w Opolu | 2010 | Nagroda dziennikarzy i fotoreporterów                                       | –                                                                  | Wygrana    | [ 12 ]        |
| Krajowy Festiwal Piosenki Polskiej w Opolu | 2016 | Grand Prix Publiczności                                                     | „Nie daj się”                                                      | Nominacja  | [ 13 ]        |
| Krajowy Festiwal Piosenki Polskiej w Opolu | 2016 | Platynowa Telekamera za największy przebój Opola                            | „Nie daj się”                                                      | Wygrana    | [ 14 ] [ 15 ] |
| Krajowy Festiwal Piosenki Polskiej w Opolu | 2023 | Nagroda specjalna za całokształt twórczości                                 | –                                                                  | Wygrana    | [ 16 ]        |
| Krajowy Festiwal Piosenki Polskiej w Opolu | 2025 | Gwiazda w Alei Gwiazd Polskiej Piosenki                                     | –                                                                  | Wygrana    | [ 17 ]        |
| Mikrofony Popcornu                         | 2006 | Wokalistka roku – Polska, 2005                                              | –                                                                  | Wygrana    | [ 18 ]        |
| Mikrofony Popcornu                         | 2007 | Wokalistka roku – Polska, 2006                                              | –                                                                  | 3. miejsce | [ 19 ]        |
| Mikrofony Popcornu                         | 2009 | Wokalistka roku – Polska, 2008                                              | –                                                                  | Wygrana    | [ 20 ]        |
| Mikrofony Popcornu                         | 2011 | Osobowość roku 2010 – nagroda specjalna redakcji (z Nergalem)               | propagowanie krwiodawstwa oraz rejestracji w bankach dawców szpiku | Wygrana    | [ 21 ]        |
| Nagroda Muzyczna „Fryderyk”                | 2023 | Album roku – pop                                                            | Aquaria                                                            | Nominacja  | [ 22 ]        |
| Polsat SuperHit Festiwal                   | 2021 | Nagroda interia.pl dla ulubionego wykonawcy koncertu Najlepsi z Najlepszych | –                                                                  | Wygrana    | [ 23 ]        |
| Polsat SuperHit Festiwal                   | 2022 | Nagroda specjalna telewizji Polsat „Serce do Muzyki”                        | –                                                                  | Wygrana    | [ 24 ]        |
| Popkillery                                 | 2023 | Kooperacja roku (z 2115)                                                    | „Diamenty”                                                         | Nominacja  | [ 25 ]        |
| Przebój lata RMF FM i Polsatu              | 2021 | Przebój lata                                                                | „Don’t Wanna Hide”                                                 | Wygrana    | [ 26 ]        |
| Sopot Hit Festiwal                         | 2008 | Polski hit lata 2008                                                        | „Nie daj się”                                                      | Wygrana    | [ 27 ]        |
| Superjedynki                               | 2008 | Artysta roku                                                                | –                                                                  | Wygrana    | [ 28 ]        |
| Superjedynki                               | 2008 | Płyta roku                                                                  | Diamond Bitch                                                      | 2. miejsce | [ 29 ]        |
| Superjedynki                               | 2008 | Przebój roku                                                                | „Katharsis”                                                        | Nominacja  | [ 30 ]        |
| Superjedynki                               | 2025 | Całokształt                                                                 | –                                                                  | Wygrana    | [ 31 ]        |
| TOPtrendy                                  | 2008 | Artysta Top                                                                 | –                                                                  | 6. miejsce | [ 32 ] [ 33 ] |
| Viva Comet Awards                          | 2007 | Artystka roku                                                               | –                                                                  | Wygrana    | [ 34 ]        |
| Viva Comet Awards                          | 2007 | Image roku                                                                  | –                                                                  | Wygrana    | [ 34 ]        |
| Viva Comet Awards                          | 2007 | Teledysk roku                                                               | „Katharsis”                                                        | Wygrana    | [ 34 ]        |
| Viva Comet Awards                          | 2008 | Artystka roku                                                               | –                                                                  | Wygrana    | [ 35 ]        |
| Viva Comet Awards                          | 2008 | Image roku                                                                  | –                                                                  | Wygrana    | [ 35 ]        |
| Viva Comet Awards                          | 2008 | Charts Award                                                                | „Nie daj się”                                                      | Wygrana    | [ 35 ]        |
| Viva Comet Awards                          | 2008 | Teledysk roku                                                               | „Nie daj się”                                                      | Wygrana    | [ 35 ]        |
| Viva Comet Awards                          | 2010 | Artysta 10-lecia                                                            | –                                                                  | Wygrana    | [ 36 ]        |
| Viva Comet Awards                          | 2010 | Teledysk roku                                                               | „Rany”                                                             | Wygrana    | [ 36 ]        |
| Viva Comet Awards                          | 2011 | Artystka roku                                                               | –                                                                  | Wygrana    | [ 37 ]        |
| Viva Comet Awards                          | 2012 | Teledysk roku                                                               | „XXX”                                                              | Wygrana    | [ 38 ]        |
| Złote Dzioby                               | 2005 | Medialna osobowość roku                                                     | –                                                                  | Nominacja  | [ 39 ]        |
| Złote Dzioby                               | 2007 | Medialna osobowość roku                                                     | –                                                                  | Wygrana    | [ 40 ]        |
| Złote Dzioby                               | 2007 | Wokalistka roku                                                             | –                                                                  | Nominacja  | [ 40 ]        |
| Złote Dzioby                               | 2007 | Teledysk roku                                                               | „Katharsis”                                                        | Wygrana    | [ 40 ]        |
| Złote Dzioby                               | 2008 | Wokalistka roku                                                             | –                                                                  | Wygrana    | [ 41 ]        |
| Złote Dzioby                               | 2008 | Przebój roku                                                                | „Nie daj się”                                                      | Nominacja  | [ 41 ]        |
| Złote Dzioby                               | 2008 | Teledysk roku                                                               | „Nie daj się”                                                      | Wygrana    | [ 41 ]        |

### Nagrody niemuzyczne
| Konkurs                                           | Rok  | Kategoria                                                     | Nominacja za                                                                           | Rezultat   | Źr.             |
| ------------------------------------------------- | ---- | ------------------------------------------------------------- | -------------------------------------------------------------------------------------- | ---------- | --------------- |
| #Hashtagi Roku                                    | 2025 | Hashtag dekady                                                | –                                                                                      | Wygrana    | [ 42 ]          |
| #Wszechmocne                                      | 2022 | #Wszechmocne w popkulturze                                    | –                                                                                      | Nominacja  | [ 43 ]          |
| #Wszechmocne                                      | 2023 | #Wszechmocne w popkulturze                                    | –                                                                                      | Wygrana    | [ 44 ]          |
| Bestsellery Empiku                                | 2023 | Kino polskie, 2022                                            | Dziewczyny z Dubaju                                                                    | Wygrana    | [ 45 ] [ 46 ]   |
| Bravoora                                          | 2007 | Wokalistka, 2006                                              | –                                                                                      | Wygrana    | [ 47 ]          |
| Bravoora                                          | 2009 | Wokalistka, 2008                                              | –                                                                                      | 3. miejsce | [ 48 ]          |
| Bravoora                                          | 2009 | Polska gwiazda roku, 2008                                     | –                                                                                      | 2. miejsce | [ 48 ]          |
| Bravoora                                          | 2010 | Wokalistka roku, 2009                                         | –                                                                                      | 2. miejsce | [ 49 ]          |
| Bravoora                                          | 2010 | Szok roku, 2009                                               | romans Dody i Nergala                                                                  | 3. miejsce | [ 49 ]          |
| Bravoora                                          | 2011 | Wokalistka roku, 2010                                         | –                                                                                      | Wygrana    | [ 50 ]          |
| Bravoora                                          | 2011 | Gwiazda XX-lecia, 2010                                        | –                                                                                      | 2. miejsce | [ 50 ]          |
| Bravoora                                          | 2012 | Wokalistka roku, 2011                                         | –                                                                                      | Nominacja  | [ 51 ]          |
| EKScesy „EksMagazynu”                             | 2011 | EKSces damski                                                 | –                                                                                      | Nominacja  | [ 52 ]          |
| Festiwal Polskich Filmów Fabularnych              | 2022 | Bursztynowe Lwy                                               | Dziewczyny z Dubaju                                                                    | Wygrana    | [ 53 ]          |
| Gwiazdy Dobroczynności                            | 2011 | Zaangażowanie w program społeczny                             | propagowanie dawstwa szpiku                                                            | Wygrana    | [ 54 ]          |
| Gwiazdy Dobroczynności                            | 2023 | Pomoc charytatywna                                            | –                                                                                      | Nominacja  | [ 55 ]          |
| Gwiazdy Party                                     | 2016 | Gwiazda roku Party.pl                                         | –                                                                                      | Wygrana    | [ 56 ]          |
| Gwiazdy Party                                     | 2017 | Gwiazda 10-lecia                                              | –                                                                                      | Wygrana    | [ 57 ]          |
| Gwiazdy Party                                     | 2018 | Gwiazda roku Party.pl                                         | –                                                                                      | 2. miejsce | [ 58 ]          |
| Gwiazdy Party                                     | 2019 | Nagroda specjalna #Hejt Stop                                  | akcja Artyści przeciw nienawiści                                                       | Wygrana    | [ 59 ]          |
| Gwiazdy Party                                     | 2020 | Gwiazda roku magazynu „Party”                                 | –                                                                                      | Wygrana    | [ 60 ]          |
| Gwiazdy Party                                     | 2021 | Gwiazda roku Party.pl                                         | –                                                                                      | Wygrana    | [ 61 ]          |
| Gwiazdy Party                                     | 2022 | Gwiazda 15-lecia magazynu „Party”                             | –                                                                                      | Wygrana    | [ 62 ]          |
| Gwiazdy Party                                     | 2023 | Artysta/artystka roku                                         | –                                                                                      | Nominacja  | [ 63 ]          |
| Gwiazdy Party                                     | 2024 | Artysta roku                                                  | –                                                                                      | Wygrana    | [ 64 ]          |
| Gwiazdy Plejady                                   | 2017 | SuperGwiazda Plejady                                          | –                                                                                      | Wygrana    | [ 65 ]          |
| Gwiazdy Plejady                                   | 2018 | Metamorfoza roku                                              | –                                                                                      | Wygrana    | [ 66 ]          |
| Gwiazdy Plejady                                   | 2019 | Osobowość roku                                                | akcja Artyści przeciw nienawiści                                                       | Wygrana    | [ 67 ]          |
| Gwiazdy Plejady                                   | 2024 | SuperGwiazda Plejady                                          | –                                                                                      | Wygrana    | [ 68 ]          |
| Jetix Kids Awards                                 | 2006 | Ulubiona postać publiczna                                     | –                                                                                      | Wygrana    | [ 69 ]          |
| Jupitery Roku                                     | 2023 | Gwiazda roku                                                  | –                                                                                      | Wygrana    | [ 70 ]          |
| Jupitery Roku                                     | 2023 | Wydarzenie nie z tej ziemi                                    | Aquaria Tour                                                                           | Nominacja  | [ 70 ]          |
| Kobieca Marka Roku                                | 2018 | Osobowość roku                                                | –                                                                                      | Wygrana    | [ 71 ]          |
| Kobieca Marka Roku                                | 2023 | Ikony i inspiracje                                            | Aquaria Tour                                                                           | Wygrana    | [ 72 ]          |
| Kobieca Marka Roku                                | 2023 | Marka roku                                                    | Doda D’eau                                                                             | Wygrana    | [ 72 ]          |
| Kobieta Roku Glamour                              | 2008 | Osobowość medialna, 2007                                      | –                                                                                      | Nominacja  | [ 73 ]          |
| Kobieta Roku Glamour                              | 2011 | Kobieta roku „Glamour”, 2010                                  | –                                                                                      | Wygrana    | [ 74 ]          |
| Nagroda „Przyjaciel Fundacji DKMS”                | 2024 | –                                                             | zainicjowanie największej w historii akcji rejestracji potencjalnych dawców szpiku     | Wygrana    | [ 75 ]          |
| Najlepiej ubrane „Elle”                           | 2010 | Seksbomba                                                     | –                                                                                      | Wygrana    | [ 76 ]          |
| Neony Shownewsa                                   | 2024 | Neon Brzmienia                                                | –                                                                                      | Wygrana    | [ 77 ]          |
| Niegrzeczni                                       | 2011 | Najniegrzeczniejsza wokalistka                                | –                                                                                      | Nominacja  | [ 78 ]          |
| Niegrzeczni                                       | 2011 | Najniegrzeczniejsza piosenka                                  | „XXX”                                                                                  | Nominacja  | [ 78 ]          |
| Niegrzeczni                                       | 2012 | Niegrzeczna piosenka                                          | „Fuck It”                                                                              | Nominacja  | [ 79 ]          |
| Niegrzeczni                                       | 2014 | Niegrzeczny artysta                                           | –                                                                                      | Nominacja  | [ 80 ]          |
| Orły Wprost                                       | 2019 | Osobowość                                                     | akcja Artyści przeciw nienawiści                                                       | Wygrana    | [ 81 ]          |
| Oskary Fashion                                    | 2011 | Muzyka                                                        | –                                                                                      | Wygrana    | [ 82 ]          |
| Osobowości i Sukcesy Roku                         | 2012 | Osobowość roku, 2011                                          | –                                                                                      | Wygrana    | [ 83 ]          |
| Osobowości i Sukcesy Roku                         | 2024 | Wybitna osobowość polskiej kultury roku 2024                  | –                                                                                      | Wygrana    | [ 84 ]          |
| Platynowy Bilet                                   | 2021 | Najbardziej frekwencyjny polski film 2021                     | Dziewczyny z Dubaju                                                                    | Wygrana    | [ 85 ]          |
| Plebiscyt „25 lat Super Expressu”                 | 2016 | Gwiazda 25-lecia                                              | –                                                                                      | Nominacja  | [ 86 ]          |
| Plebiscyt „25 lat Super Expressu”                 | 2016 | Nagroda specjalna                                             | –                                                                                      | Wygrana    | [ 87 ]          |
| Plejada Top Ten                                   | 2011 | Dziesięć najznakomitszych gwiazd Plejady                      | –                                                                                      | Wygrana    | [ 88 ]          |
| Plotki Roku                                       | 2010 | Gwiazda roku, 2009                                            | –                                                                                      | 2. miejsce | [ 19 ]          |
| Plotki Roku                                       | 2010 | Nagroda dziennikarzy, 2009                                    | –                                                                                      | Wygrana    | [ 19 ]          |
| Plotki Roku                                       | 2011 | Wydarzenie roku, 2010                                         | akcja społeczna Dody i Nergala na rzecz osób chorych na białaczkę                      | Wygrana    | [ 89 ]          |
| Plotki Roku                                       | 2011 | Gwiazda roku, 2010                                            | –                                                                                      | Wygrana    | [ 89 ]          |
| Polish Businesswomen Awards                       | 2018 | Wybitna osobowość                                             | działalność charytatywna                                                               | Wygrana    | [ 90 ]          |
| Polish Businesswomen Awards                       | 2021 | Nagroda specjalna                                             | działalność charytatywna i wkład w rozwój branży muzycznej                             | Wygrana    | [ 91 ]          |
| Pudelek Pink Party                                | 2024 | Ulubieniec czytelników Pudelka                                | –                                                                                      | Nominacja  | [ 92 ]          |
| Pudelek Pink Party                                | 2025 | Gwiazda roku                                                  | –                                                                                      | Nominacja  | [ 93 ]          |
| Róże Gali                                         | 2006 | Piękne pary (z Radosławem Majdanem)                           | –                                                                                      | Nominacja  | [ 94 ]          |
| Róże Gali                                         | 2010 | Nagroda specjalna                                             | akcja zachęcająca do oddawania szpiku dla chorych na białaczkę                         | Wygrana    | [ 95 ]          |
| Róże Gali                                         | 2013 | Muzyka                                                        | Fly High Tour                                                                          | Nominacja  | [ 96 ]          |
| Róże Gali                                         | 2018 | Debiut                                                        | rola w filmie Pitbull. Ostatni pies                                                    | Nominacja  | [ 97 ]          |
| ShEO Awards                                       | 2019 | Działaczka społeczna                                          | akcja Artyści przeciw nienawiści                                                       | Wygrana    | [ 98 ]          |
| Statuetka „Aladyn”                                | 2013 | –                                                             | działalność na rzecz podopiecznych Fundacji Spełnionych Marzeń                         | Wygrana    | [ 99 ]          |
| Sukces Roku w Ochronie Zdrowia – Liderzy Medycyny | 2011 | Lider Roku 2010 w Ochronie Zdrowia – działalność charytatywna | wsparcie polskiej transplantologii poprzez apelowanie o szpik dla chorych na białaczkę | Wygrana    | [ 100 ] [ 101 ] |
| Świry                                             | 2005 | Artysta                                                       | –                                                                                      | Wygrana    | [ 102 ]         |
| Świry                                             | 2006 | Artysta estrady                                               | –                                                                                      | Wygrana    | [ 103 ]         |
| Świry                                             | 2006 | Świr nad świrami                                              | –                                                                                      | Wygrana    | [ 103 ]         |
| Świry                                             | 2007 | Świr muzyczny                                                 | –                                                                                      | Wygrana    | [ 104 ]         |
| Świry                                             | 2007 | Superświr                                                     | –                                                                                      | Nominacja  | [ 104 ]         |
| Świry                                             | 2008 | Świr muzyczny                                                 | –                                                                                      | Wygrana    | [ 105 ]         |
| Świry                                             | 2008 | Superświr                                                     | –                                                                                      | Wygrana    | [ 105 ]         |
| Świry                                             | 2009 | Przebój roku                                                  | „Nie daj się”                                                                          | Nominacja  | [ 106 ]         |
| Świry                                             | 2009 | Wydarzenie roku                                               | Doda kontra Justyna Steczkowska w programie Gwiazdy tańczą na lodzie                   | Wygrana    | [ 107 ]         |
| Telekamery                                        | 2006 | Muzyka                                                        | –                                                                                      | Wygrana    | [ 108 ]         |
| Telekamery                                        | 2007 | Muzyka                                                        | –                                                                                      | 2. miejsce | [ 109 ]         |
| Telekamery                                        | 2008 | Muzyka                                                        | –                                                                                      | 2. miejsce | [ 110 ]         |
| Telekamery                                        | 2009 | Muzyka                                                        | –                                                                                      | 3. miejsce | [ 111 ]         |
| Telekamery                                        | 2009 | Osobowość w rozrywce                                          | –                                                                                      | Nominacja  | [ 112 ]         |
| TikTok Awards Polska                              | 2024 | Artysta roku                                                  | –                                                                                      | Wygrana    | [ 113 ]         |
| Viva! Najpiękniejsi                               | 2007 | Najpiękniejsza Polka, 2006                                    | –                                                                                      | Nominacja  | [ 114 ]         |
| Viva! Najpiękniejsi                               | 2008 | Najpiękniejsza Polka, 2007                                    | –                                                                                      | Nominacja  | [ 115 ]         |
| Viva! Najpiękniejsi                               | 2010 | Najpiękniejsza Polka, 2010                                    | –                                                                                      | Nominacja  | [ 116 ]         |
| Viva! Najpiękniejsi                               | 2012 | Najpiękniejsza Polka, 2011                                    | –                                                                                      | Nominacja  | [ 117 ]         |
| Węże                                              | 2022 | Najgorszy teledysk                                            | „Don’t Wanna Hide” z filmu Dziewczyny z Dubaju                                         | Nominacja  | [ 118 ]         |

### Odznaczenia
| Rok  | Odznaczenie                                                                   | Źr.     |
| ---- | ----------------------------------------------------------------------------- | ------- |
| 2015 | Medal „Za zasługi dla Ciechanowa”                                             | [ 119 ] |
| 2022 | Medal Sukcesu Collegium Humanum za wybitną twórczość artystyczną i kulturalną | [ 120 ] |